# FC Barcelona (Handball)
Der FC Barcelona ist ein spanischer Handballverein aus Barcelona. Die Handballsparte des Fútbol Club Barcelona, kurz Barça, gehört sowohl in Spanien als auch in Europa zu den Spitzenmannschaften. Seit 2011 wurde der Verein in jeder Saison spanischer Meister.
Durch Namenssponsoren trug die Mannschaft teils Beinamen: Von der Saison 2015/16 bis 2018/19 FC Barcelona Lassa, zuvor FC Barcelona Cifec (Saison 2004/05 bis 2006/07), FC Barcelona Borges (Saison 2008/09 bis 2010/11) und FC Barcelona Intersport (Saison 2011/12 und 2012/13). Der Spitzname Blaugrana stammt aus dem Katalanischen und bezieht sich auf die Vereinsfarben blau und granatrot.

## Geschichte
Handball wurde zuerst als Feldhandball mit elf Spielern auf dem Großfeld gespielt. Ab den 1950er-Jahren spielte man Handball mit sieben Spielern, zunächst ebenfalls noch auf dem Kleinfeld, später in Sporthallen auf einem 20 × 40 Meter großen Spielfeld.
Die Handballabteilung des Vereins aus Barcelona wurde am 23. November 1943 gegründet. Bereits in den 1930er-Jahren hatte es Freundschaftsspiele gegeben.
Mitte der 1940er-Jahre gewann der Verein drei Mal in Folge das Double aus katalanischer und spanischer Meisterschaft. Auch in den Jahren 1949 und 1951 schaffte der Verein dieses Double. In den 1950er-Jahren wurde vier Mal die katalanische Meisterschaft und ein Mal die spanische Meisterschaft gewonnen.
Im Hallenhandball kamen Ende der 1960er-Jahre die ersten Erfolge. Barça gewann die Liga und den Pokalwettbewerb Copa del Rey im Jahr 1969. Mit dem Bau des Palau Blaugrana entsprach der Verein den neuen Anforderungen des Handballverbandes. In den 1970er-Jahren wurden von dem Verein aus Barcelona zwei Pokalwettbewerbe (1972, 1973) und eine Meisterschaft (1973) gewonnen. Konkurrenz hatte man mit den Vereinen BM Granollers, Calpisa Alicante und Atlético de Madrid erhalten.
In den 1980er-Jahren entwickelte sich der Verein zum dominierenden Klub im spanischen Handball. 1980 und 1982 gelang erneut die spanische Meisterschaft. Der Verein gehörte 1984 zu den Gründungsmitgliedern der Asociación de Clubes Españoles de Balonmano (Asobal). Im selben Jahr gelang mit dem Sieg in der Saison 1983/1984 des Europapokals der Pokalsieger der erste internationale Titelgewinn. Unter Trainer Valero Rivera, der zuvor mit dem Verein schon als Spieler erfolgreich war, gelang 1986 wieder der Titelgewinn in der Liga Asobal. Es folgten die Titelgewinne in den Jahren 1998 bis 1992, 1996 bis 2000, 2003 und 2006. Der Gewinn in der Saison 2010/2011 war der Beginn einer bis heute andauernden Serie von Titelgewinnen, teils verlustpunktfrei. Mit dem Gewinn der Spielzeit 2024/2025 konnte der Verein seinen 32. Titelgewinn, den 24. Gewinn seit der Etablierung der Asobal, und die 15. Meisterschaft in Folge feiern.

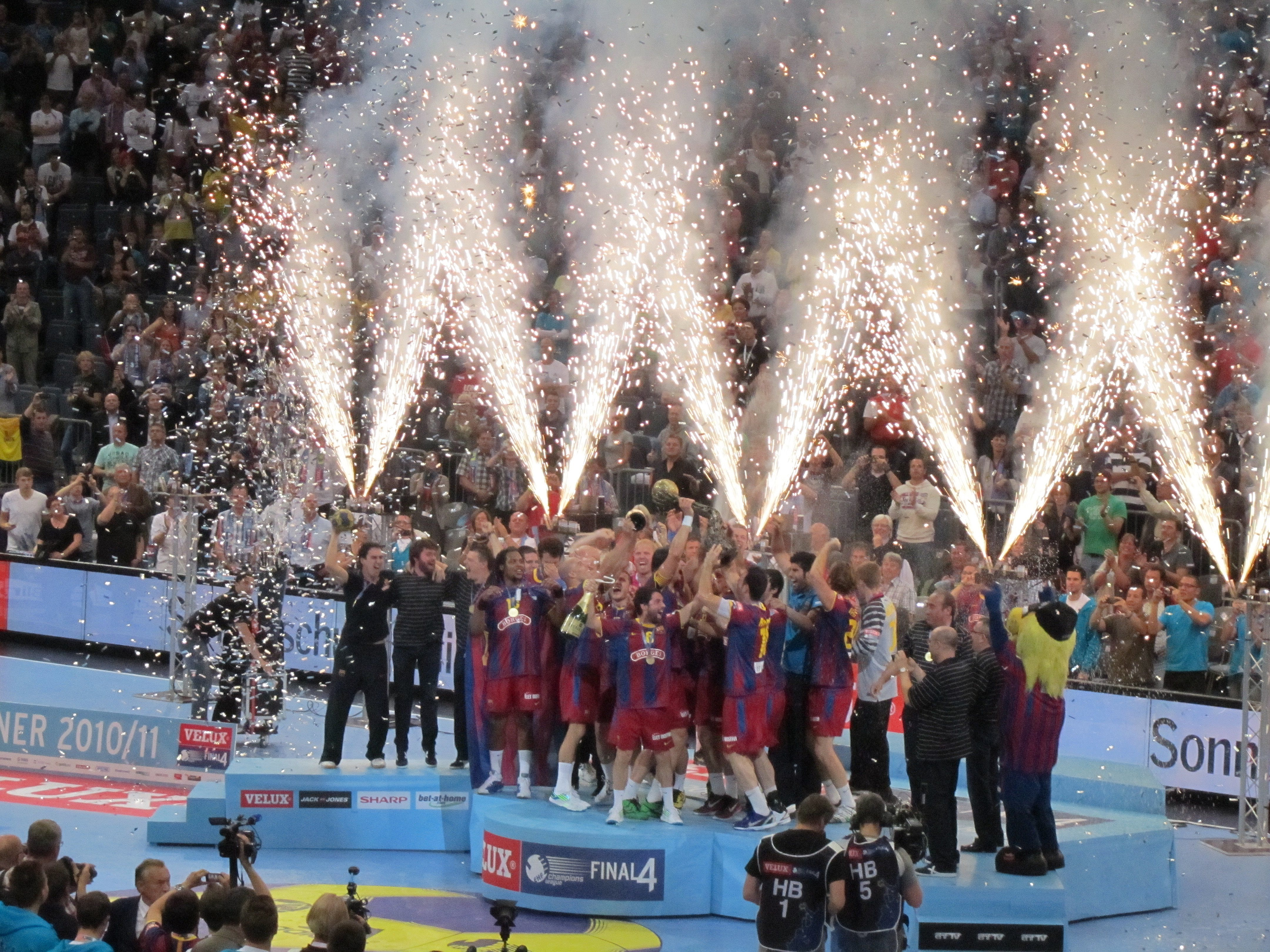
Siegerehrung nach dem EHF-Champions-League-Finale 2011

Der Verein gewann bis 2025 neben den 32 spanischen Meisterschaften auch 28 Mal den spanischen Pokal, 24 Mal den bis 2021 ausgetragenen spanischen Supercup, drei Mal den ab 2022 ausgetragenen Iberischen Supercup, 18 Mal die bis 2023 ausgetragene Copa Asobal und zwei Mal die ab 2023 ausgetragene Copa de España. International gewann der Verein mehrfach die Wettbewerbe EHF Champions League, Europapokal der Pokalsieger, EHF-Pokal und IHF World Championship (→ Abschnitt „Erfolge“).

## Spielstätte
Der Verein trägt seine Heimspiele im Palau Blaugrana in Barcelona aus. Die Kapazität beträgt 7500 Plätze.

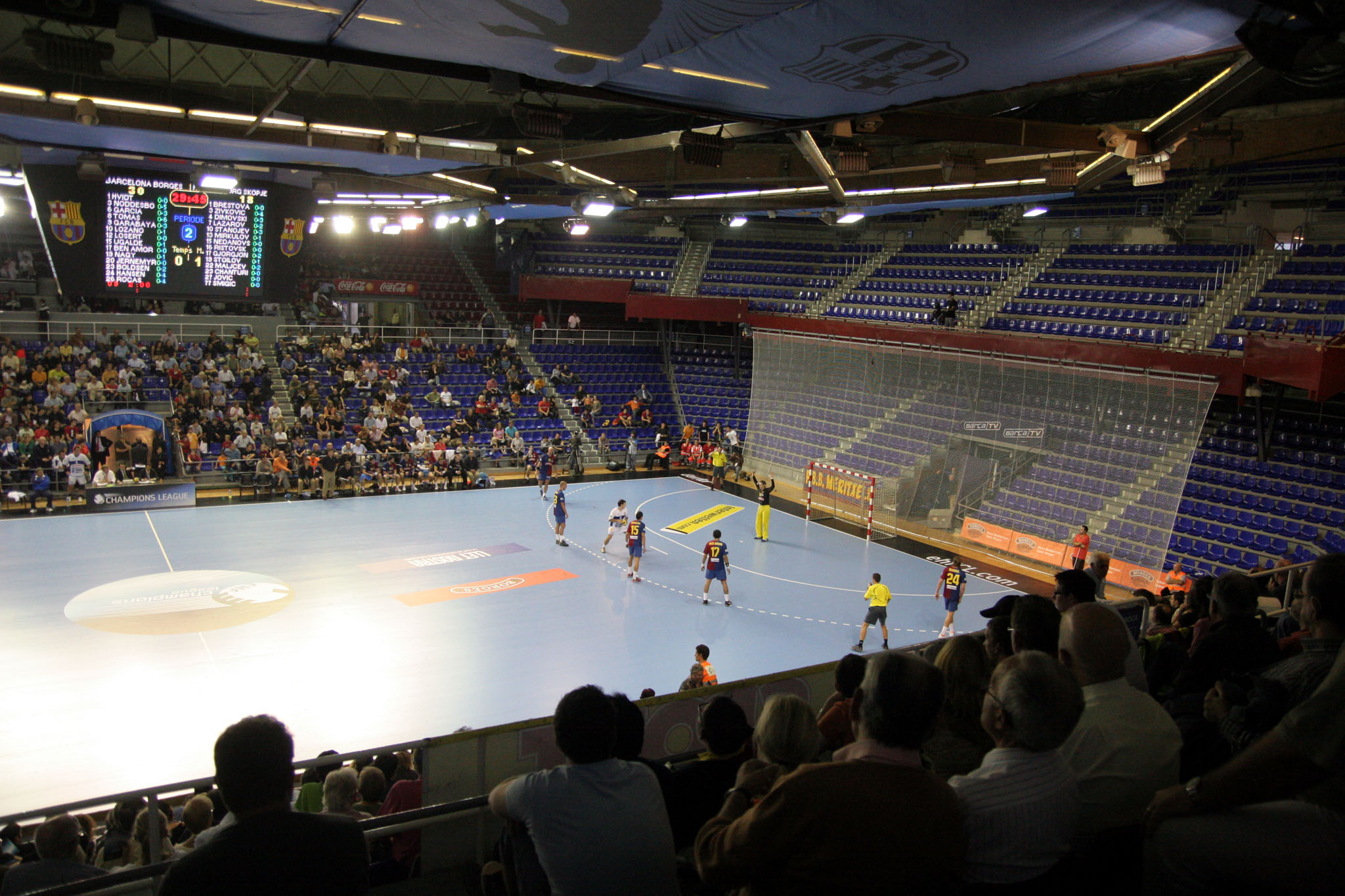
Die Heimspielstätte des FC Barcelona

## Statistik

### Erfolge
Der FC Barcelona gewann folgende Titel:
- Internationale Titelgewinne im Hallenhandball:
  - 12 × Europapokal der Landesmeister / EHF Champions League: 1990/91, 1995/96, 1996/97, 1997/98, 1998/99, 1999/2000, 2004/05, 2010/11, 2014/15, 2020/21, 2021/22, 2023/24[4]
  - 5 × IHF Super Globe / IHF Club World Championship: 2013, 2014, 2017, 2018, 2019[4]
  - 5 × EHF Supercup (1996 bis 2008): 1996/97, 1997/98, 1998/99, 1999/2000, 2003/04[4]
  - 5 × Europapokal der Pokalsieger: 1983/84, 1984/85, 1985/86, 1993/94, 1994/95[4]
  - 3 × Supercopa Ibérica (Iberischer Supercup, ab 2022): 2022/23, 2023/24, 2024/25[4]
  - 1 × EHF-Pokal: 2002/03[4]
- Nationale Titelgewinne im Hallenhandball:
  - 32 × Liga Asobal / Liga Plenitude (spanische Meisterschaft): 1968/69, 1972/73, 1979/80, 1981/82, 1985/86, 1987/88, 1988/89, 1989/90, 1990/91, 1991/92, 1995/96, 1996/97, 1997/98, 1998/99, 1999/00, 2002/03, 2005/06, 2010/11, 2011/12, 2012/13, 2013/14, 2014/15, 2015/16, 2016/17, 2017/18, 2018/19, 2019/20, 2020/21, 2021/22, 2022/23, 2023/24, 2024/25[4]
  - 29 × Copa del Rey (spanischer Pokalwettbewerb): 1968/69, 1971/72, 1972/73, 1982/83, 1983/84, 1984/85, 1987/88, 1989/90, 1992/93, 1993/94, 1996/97, 1997/98, 1999/00, 2003/04, 2006/07, 2008/09, 2009/10, 2013/14, 2014/15, 2015/16, 2016/17, 2017/18, 2018/19, 2019/20, 2020/21, 2021/22, 2022/23, 2023/24, 2024/25[4]
  - 24 × Supercopa de España (spanischer Supercup, bis 2021): 1986/87, 1988/89, 1989/90, 1990/91, 1991/92, 1993/94, 1996/97, 1997/98, 1999/2000, 2000/01, 2003/04, 2006/07, 2008/09, 2009/10, 2012/13, 2013/14, 2014/15, 2015/16, 2016/17, 2017/18, 2018/19, 2019/20, 2020/21, 2021/22[4]
  - 18 × Copa Asobal (spanischer Ligapokal, bis 2022): 1994/95, 1995/96, 1999/00, 2000/01, 2001/02, 2009/10, 2011/12, 2012/13, 2013/14, 2014/15, 2015/16, 2016/17, 2017/18, 2018/19, 2019/20, 2020/21, 2021/22, 2022/23[4]
  - 2 × Copa de España (spanischer Ligapokal, seit 2023): 2023/24, 2024/25[4]
- Regionale Titelgewinne im Hallenhandball:
  - 12 × Lliga Catalana (Liga in Katalonien, 1981 bis 1997): 1981/82, 1982/83, 1983/84, 1984/85, 1986/87, 1987/88, 1990/91, 1991/92, 1992/93, 1993/94, 1994/95, 1996/97[4]
  - 12 × Lliga dels Pirineus (Liga in Katalonien und Languedoc, 1997 bis 2012): 1997/98, 1998/99, 1999/00, 2000/01, 2001/02, 2003/04, 2005/06, 2006/07, 2007/08, 2009/10, 2010/11, 2011/12[4]
  - 12 × Supercopa de Catalunya (Supercup in Katalonien, seit 2012): 2012/13, 2014/15, 2015/16, 2016/17, 2017/18, 2018/19, 2019/20, 2020/21, 2021/22, 2022/23, 2023/24, 2024/25[4]
- Nationale Titelgewinne im Feldhandball:
  - 6 × Campeonato de España (spanische Meisterschaft, 1942 bis 1959): 1944/45, 1945/46, 1946/47, 1948/49, 1950/51, 1956/57[4]
- Regionale Titelgewinne im Feldhandball:
  - 10 × Campionat de Catalunya (Meisterschaft Kataloniens, 1944 bis 1959): 1943/44, 1944/45, 1945/46, 194647, 1948/49, 1950/51, 1953/54, 1954/55, 1956/57, 1957/58[4]

## Ehemalige Spieler
Spieler des FC Barcelona waren auch für ihre Nationalmannschaft bei Weltmeisterschaften erfolgreich. Weltmeister mit der spanischen Auswahl wurden Fernando Hernández (2000–2007 beim FC Barcelona), Juanín García (2005–2014), Iker Romero (2003–2011), David Barrufet (1988–2010), Albert Rocas (2007–2013), Víctor Tomás (2004–2017), Daniel Sarmiento (2009–2016), Arpad Šterbik (2012–2014), Ángel Montoro (2012–2013), Viran Morros (2000–2003, 2011–2018) und Aitor Ariño (2010–2025). Mit anderen Nationalmannschaften wurden auch Emil Nielsen (ab 2022 beim FCB) und Casper Ulrich Mortensen (2018–2021) Weltmeister während ihrer Zeit beim FC Barcelona. Europameister aus den Reihen des FC Barcelona sind zudem Gonzalo Pérez de Vargas, Raúl Entrerríos, Daniel Sarmiento, Aleix Gómez, Aitor Ariño und Valero Rivera.
Im Palau Blaugrana ehrt der FC Barcelona einige seiner Handballspieler mit dem Aufhängen eines Trikots mit deren Rückennummer. Dies sind Òscar Grau (2), Xavier O’Callaghan (4), Enric Masip (5), Iñaki Urdangarin (7), Joan Sagalés (14) und David Barrufet (16). Am 30. November 2022 kam Víctor Tomás (8) hinzu.
Auswahl ehemaliger Spieler beim FC Barcelona
siehe auch Kategorie:Handballspieler (FC Barcelona)
- Fernando Barbeito (1988–1998)
- David Barrufet (1988–2010)
- Joachim Boldsen (2008–2010)
- Luka Cindrić (2019–2023)
- Raul Entrerríos (2010–2021)
- Ludovic Fabregas (2018–2023)
- Petrit Fejzula (1982–1985)
- Jérôme Fernandez (2002–2008)
- Juanín García (2005–2014)
- Mateo Garralda (1996–1999)
- Òscar Grau (1984–1995)
- Rafael Guijosa (1995–2002)
- Mikkel Hansen (2008–2010)
- Konstantin Igropulo (2009–2012)
- Magnus Jernemyr (2008–2013)
- Filip Jícha (2015–2017)
- Nikola Karabatić (2013–2015)
- Kiril Lazarov (2013–2017)
- Demetrio Lozano (1998–2001, 2007–2010)
- Enric Masip (1990–2004)
- László Nagy (2000–2012)
- Jesper Nøddesbo (2007–2017)
- Xavier O’Callaghan (1990–2005)
- Antonio Carlos Ortega (1994–2005)
- Aron Pálmarsson (2017–2021)
- Juan de la Puente (1985–1990)
- Zlatko Portner (1989–1992)
- Lorenzo Rico (1987–1995)
- Albert Rocas (2007–2013)
- Iker Romero (2003–2011)
- Siarhei Rutenka (2009–2015)
- Juan Sagalés (1977–1991)
- Christian Schwarzer (1999–2001)
- Eugenio Serrano Gispert (1979–1994)
- Dragan Škrbić (2002–2008)
- Glenn Solberg (2002–2004)
- Cédric Sorhaindo (2010–2021)
- Arpad Šterbik (2012–2014)
- Tomas Svensson (1995–2002)
- Víctor Tomás (2004–2017)
- Iñaki Urdangarin (1986–2000)
- Veselin Vujović (1988–1993)
- Veselin Vuković (1991–1993)
- Bogdan Wenta (1992–1995)
- Erhard Wunderlich (1983–1984)
- Andrei Xepkin (1993–2005, 2007)

## Trainer
Vor 1983 übernahmen Antonio Lázaro, Josep Vìla, Miguel Roca und bis 1983 Sergi Petit den Trainerposten. Jeder konnte einmal die spanische Meisterschaft gewinnen. Von 1983 bis 2004 folgte die Ära von Valero Rivera, in der Barcelona zum nationalen und internationalen Spitzenklub aufstieg. Unter seiner Führung errang Barça u. a. sechsmal den Europapokal der Landesmeister bzw. die EHF Champions League, fünfmal den Europapokal der Pokalsieger, einmal den EHF-Pokal und zwölf spanische Meisterschaften. Nach 21 Jahren folgte ihm sein langjähriger Assistenztrainer Xesco Espar, der in der ersten Saison ebenfalls die Königsklasse gewinnen konnte. Nach einem enttäuschenden vierten Platz in der Liga 2007 und der damit verpassten Qualifikation für die Champions League übernahm Manolo Cadenas den Posten, der im Februar 2009 vorzeitig entlassen wurde. Anschließend stand Xavier Pascual Fuertes an der Seitenlinie. Der ehemalige Torwart führte den Verein zu drei Champions-League-Siegen, fünf Super-Globe-Siegen und elf Meisterschaften in Folge. In der Saison 2020/21 blieb seine Mannschaft in 61 Spielen in Folge siegreich. Zur Saison 2021/22 wurde der Ex-Spieler Antonio Carlos Ortega neuer Trainer. Mit Ortega gewann man in der Saison 2021/22 sechs Titel.

## Kader 2024/25
| Nr. | Nation     | Name                    | Position        | Geburtsdatum       |
| --- | ---------- | ----------------------- | --------------- | ------------------ |
| 01  | Spanien    | Gonzalo Pérez de Vargas | Tor             | 10. Januar 1991    |
| 12  | Danemark   | Emil Nielsen            | Tor             | 10. März 1997      |
| 57  | Frankreich | Vincent Gérard          | Tor             | 16. Dezember 1986  |
| 15  | Schweden   | Hampus Wanne            | Linksaußen      | 10. Dezember 1993  |
| 13  | Spanien    | Aitor Ariño             | Linksaußen      | 5. Oktober 1992    |
| 18  | Slowenien  | Blaž Janc               | Rechtsaußen     | 20. November 1996  |
| 20  | Spanien    | Aleix Gómez             | Rechtsaußen     | 7. Mai 1997        |
| 09  | Schweden   | Jonathan Carlsbogård    | Rückraum links  | 19. April 1995     |
| 19  | Frankreich | Timothey N’Guessan      | Rückraum links  | 18. September 1992 |
| 22  | Brasilien  | Thiagus Petrus          | Rückraum links  | 25. Januar 1989    |
| 44  | Spanien    | Juan Palomino           | Rückraum links  | 11. Oktober 2001   |
| 06  | Spanien    | Pol Valera              | Rückraum Mitte  | 19. September 1998 |
| 35  | Slowenien  | Domen Makuc             | Rückraum Mitte  | 1. Juli 2000       |
| 10  | Frankreich | Dika Mem                | Rückraum rechts | 31. August 1997    |
| 66  | Frankreich | Melvyn Richardson       | Rückraum rechts | 31. Januar 1997    |
| 82  | Portugal   | Luís Frade              | Kreisläufer     | 11. September 1998 |
| 11  | Spanien    | Jaime Gallego           | Kreisläufer     | 10. Dezember 2002  |
| 99  | Spanien    | Javier Rodríguez        | Kreisläufer     | 22. Juli 2002      |
| 3   | Spanien    | Antonio Bazán           | Kreisläufer     | 19. Mai 1996       |
| –   | Spanien    | Antonio Carlos Ortega   | Trainer         | 10. Januar 1971    |
| –   | Russland   | Konstantin Igropulo     | Co-Trainer      | 14. April 1985     |
| –   | Spanien    | Jordi Rossell           | Co-Trainer      | 14. August 1983    |
| –   | Schweden   | Tomas Svensson          | Torwart-Trainer | 15. Februar 1968   |

## Zuschauer
In der Saison 2022/23 besuchten im Schnitt 997 Zuschauer die Heimspiele des FC Barcelona in der Liga Asobal (Liga gesamt: 1.235); dies war eine Steigerung der Zuschauerzahlen um 26 Prozent gegenüber der Saison 2021/22.

## Finanzen
Die Handballabteilung gehört zum Gesamtverein, Gewinne und Verluste werden dabei über alle Sportarten hinweg ausgeglichen.
In der Saison 2017/18 wurde bei Einnahmen von 1,775 Millionen Euro und Ausgaben von 9,854 Millionen Euro ein Verlust vor Steuern von 8,079 Millionen Euro erwirtschaftet. In der Saison 2018/19 wurde bei Einnahmen von 1,168 Millionen Euro und Ausgaben von 9,732 Millionen Euro ein Verlust vor Steuern von 8,564 Millionen Euro erwirtschaftet. In der Saison 2019/20 wurde bei Einnahmen von 1,551 Millionen Euro und Ausgaben von 8,687 Millionen Euro ein Verlust vor Steuern von 7,136 Millionen Euro erwirtschaftet. In der Saison 2020/21 wurde bei Einnahmen von 1,689 Millionen Euro und Ausgaben von 8,687 Millionen Euro ein Verlust vor Steuern von 6,818 Millionen Euro erwirtschaftet. Für die Saison 2021/22 wurde mit Einnahmen von 1,689 Millionen Euro und Ausgaben von 8,507 Millionen Euro sowie einem Verlust vor Steuern von 6,818 Millionen Euro kalkuliert.
Beim Budget von 8,5 Millionen Euro für die Saison 2023/24 musste die Handballabteilung ebenso wie alle Sparten des Vereins Einsparungen erbringen, es wurde mit Kürzungen zwischen 15 und 25 Prozent gerechnet. Bei Einnahmen in Höhe von 2,388 Millionen Euro stand am Ende ein Verlust in Höhe von 7,433 Millionen Euro zu Buche.